# MIDORA Leipzig
Die MIDORA Leipzig ist eine Fachmesse für Uhren und Schmuck. Sie findet jährlich im September auf dem Leipziger Messegelände statt.

## Geschichte
Vom 31. August bis 2. September 1996 wurde die erste MIDORA auf dem neuen Leipziger Messegelände veranstaltet. Sie ging aus der Messe Uhren-Schmuck-Silberwaren (USS) hervor, die von 1993 bis zum Frühjahr 1996 in den Messehäusern der Leipziger Innenstadt stattfand.

## Profil
Die MIDORA ist der wichtigste deutsche Branchentreff im Herbst und bildet den Auftakt für das Weihnachtsgeschäft. Das Angebot umfasst Echt- und Modeschmuck, Uhren, Goldschmiedebedarf sowie Perlen und Edelsteine. Die Fachmesse richtet sich an Juweliere, Uhrmacher, Gold- und Silberschmiede sowie weitere Gewerbetreibende der Uhren- und Schmuckbranche.